# لورينزو بندي
لورينزو بندي (بالإنجليزية: Lorenzo Bundy)‏ هو لاعب كرة قاعدة أمريكي، ولد في 6 نوفمبر 1959 في فيلادلفيا في الولايات المتحدة.

## وصلات خارجية
- لورينزو بندي على موقعبيزبول رفرنس.كوم (الدوري الثانوي) (الإنجليزية)